# Quercus mulleri
Quercus mulleri är en bokväxtart som beskrevs av Maximino Martinez. Quercus mulleri ingår i släktet ekar, och familjen bokväxter. Inga underarter finns listade.